# Colutea gracilis
Colutea gracilis är en ärtväxtart som beskrevs av Josef Franz Freyn och Paul Ernst Emil Sintenis. Colutea gracilis ingår i släktet blåsärter, och familjen ärtväxter. Inga underarter finns listade i Catalogue of Life.